# ASPIRE Dome
El ASPIRE Dome, también llamado Aspire Academy for Sports Excellence, es un pabellón que se encuentra en la ciudad de Doha, Catar.El pabellón ha albergado los mundiales de atletismo de 2010, además de partidos de baloncesto, voleyball y numerosos conciertos.Tiene una capacidad para 15 000 espectadores y es ideal para competiciones de atletismo.
El estadio ha sido diseñado por el francés Roger Tailliber.